# Ben Johnson (artista)
Ben Johnson (24 de agosto de 1946) es un pintor británico, conocido por su serie de grandes y detallados paisajes urbanos.

## Biografía

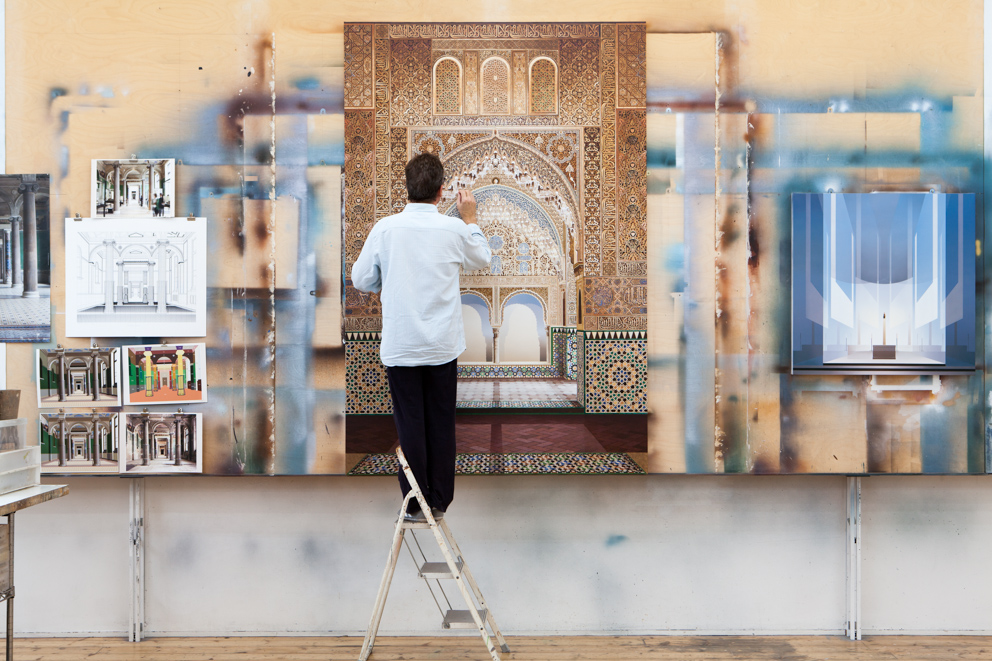
'Acercándose al Mirador', Ben Johnson, 2013, Acrílico sobre Lienzo, 225 x 150 cm

Nació en Llandudno, Gales, en 1946. Estudió en el Royal College of Art y vive y trabaja en Londres desde 1965.
Su primera exposición individual fue en la Galería Wickesham, Nueva York, en 1969, inmediatamente después de graduarse en el Royal College. Es conocido por sus pinturas basadas en espacios arquitectónicos y sus pinturas de paisajes urbanos a gran escala y con detalles intrincados, que incluyen panoramas de Hong Kong, Zúrich, Jerusalén, Liverpool y, más recientemente, su vista de Londres, que se completó como parte de una residencia en la National Gallery, Londres, en 2010.
Durante los últimos 46 años ha expuesto en galerías y museos de todo el mundo, incluido el Instituto de Arte Contemporáneo de Londres; la Galería de Arte Walker, Liverpool; el Instituto de Arte de Chicago ; Kunsthalle Tubinga ; y el Museo Thyssen-Bornemisza, Madrid. En la primera Bienal de Arquitectura de Venecia en 1991, Norman Foster retrató su trabajo únicamente a través de las imágenes de Johnson, antes de que el trabajo de Johnson se incluyera en la instalación de Foster en la bienal de 2012. Su trabajo es parte de una exposición itinerante que actualmente recorre museos en Europa, y la primera exposición retrospectiva de sus pinturas estaba programada para abrir en septiembre de 2015 en el Museo y Galería de Arte de la ciudad de Southampton.
Ha realizado encargos para el Instituto Real de Arquitectos Británicos, el Museo Británico y los Museos Nacionales de Liverpool, así como para IBM, HSBC, JP Morgan, British Steel, Hong Kong Telecommunications, entre otros.

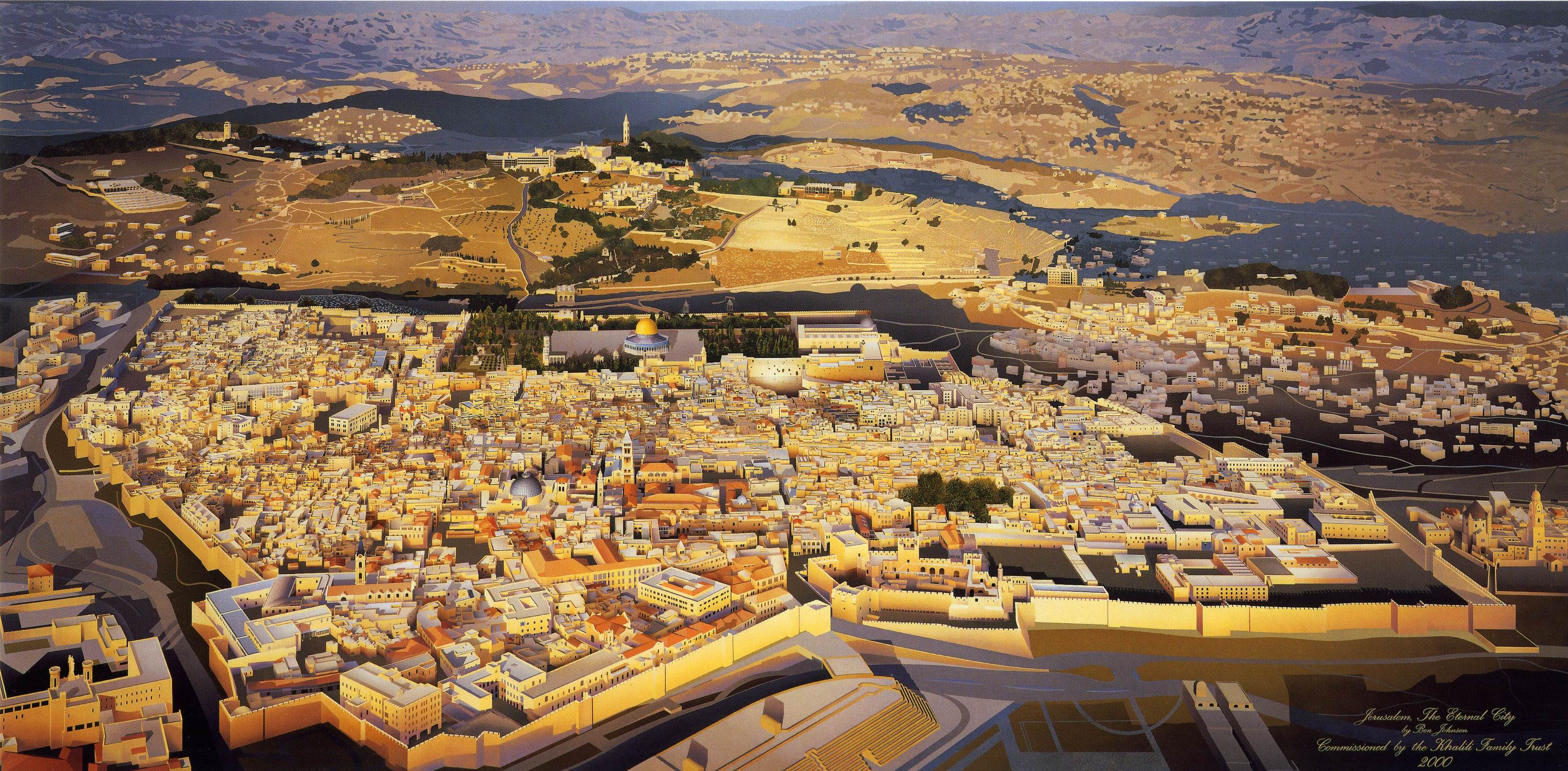
Panorama de Jerusalén (2000), parte de la serie House of Peace

En 2000, el coleccionista y filántropo Nasser D. Khalili encargó un conjunto de cinco pinturas tituladas "Casa de la paz", que representan sitios espirituales de Jerusalén, con la intención de promover la armonía entre las religiones abrahámicas .
Su obra está incluida en las colecciones permanentes de museos de todo el mundo, incluido el Victoria & Albert Museum de Londres; el Centro Georges Pompidou, París; el Museo de Arte Moderno de Nueva York; el Museo de Servicios Regionales, Hong Kong; y la Colección de Arte del Gobierno.
A partir de 2014, ha estado explorando el envejecimiento y las cicatrices de la arquitectura y, en conjunto, investigando la geometría y lo sagrado encarnado en la arquitectura islámica. En mayo de 2014 se inauguró una segunda exposición individual en la Galería Alan Cristea.
En octubre de 2015, Johnson obtuvo una beca honoraria de la Universidad Glyndŵr de Wrexham.

## El paisaje urbano de Liverpool

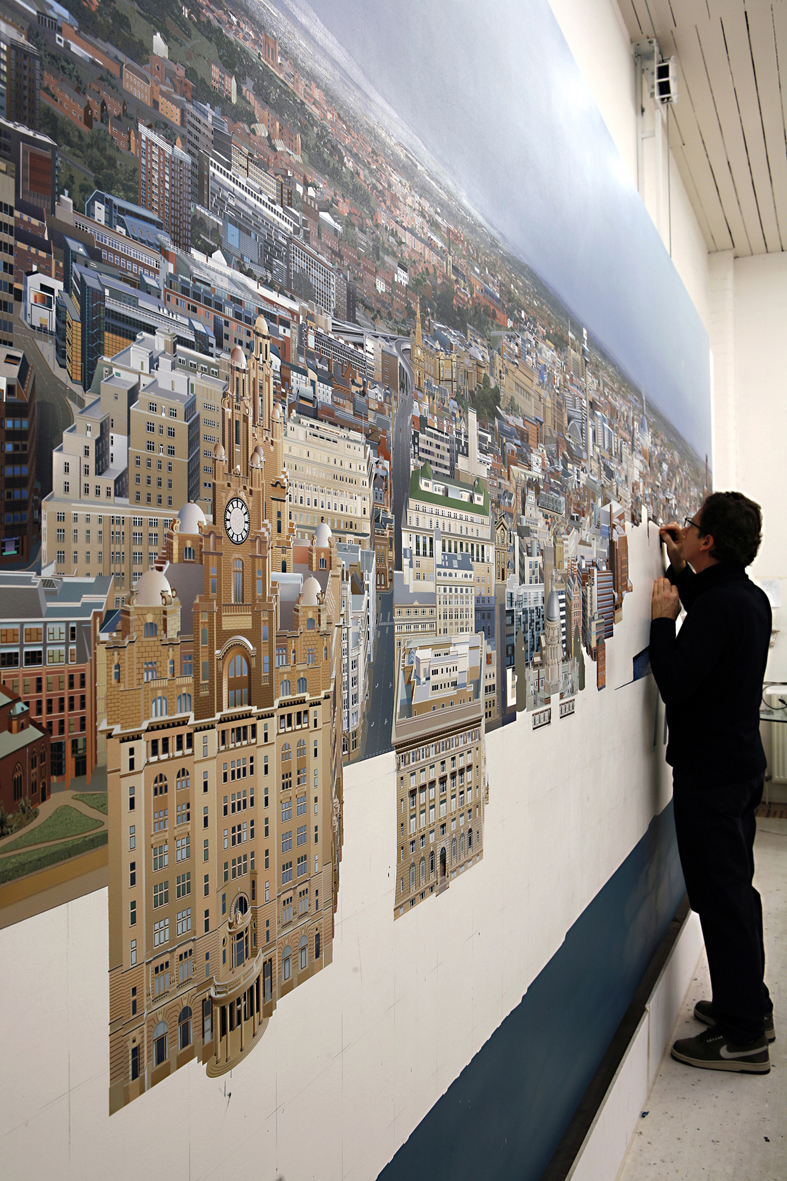
'El paisaje urbano de Liverpool', Ben Johnson, 2008, Acrílico sobre lienzo, 244 x 488 cm

El paisaje urbano de Liverpool comprende 170 hectáreas de la ciudad, una perspectiva casi a vuelo de pájaro. Abarca varios miles de edificios individuales y Johnson y hasta 11 asistentes necesitaron 24 000 horas-persona para completarlo. Al hacerlo, Johnson exploró la ciudad (tomando más de 3000 fotografías de referencia), consideró puntos de vista alternativos, consultó con arquitectos e historiadores, así como con la gente de Liverpool, y absorbió la atmósfera distintiva de la ciudad.Produjeron miles de dibujos detallados antes de la ejecución de la pintura en detalle minucioso.
Durante febrero y marzo de 2008, más de 51 000 personas vinieron a ver a Ben trabajar en la pintura en la Walker Art Gallery en un estudio especialmente creado. Se instaló una cámara web en vivo que muestra su residencia en Walker para permitir que el mundo vea la creación de la pintura en línea. La exposición resultante tuvo más de 250.000 visitas.
Esta obra se exhibe permanentemente en la Skylight Gallery del nuevo Museo de Liverpool.

## Vida personal
Mientras estaba en el Royal College of Art, Johnson conoció a Sheila Kellehar, con quien más tarde se casó. La pareja tiene dos hijos, Jamie Jay Johnson y Charlie Johnson.

## Pinturas

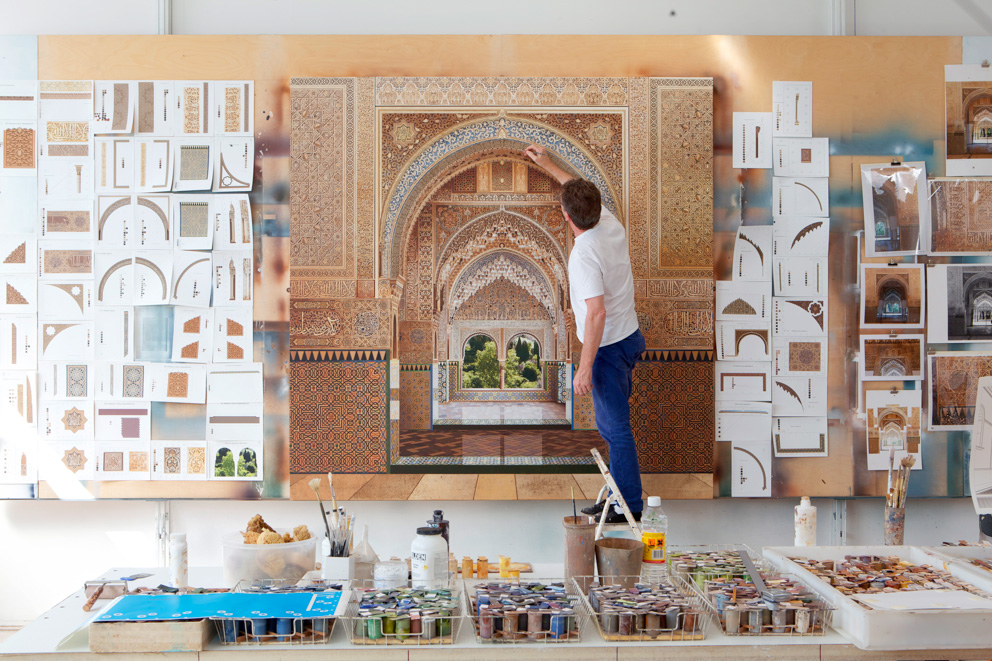
'Mirador de Lindaraja', Ben Johnson, 2013, Acrílico sobre lienzo, 220 x 220 cm
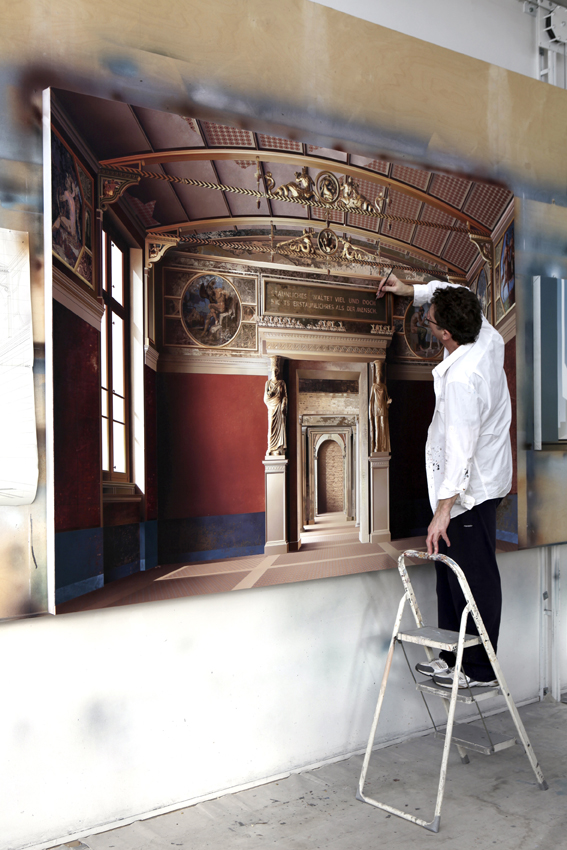
'Habitación de los Niobids', 2012, Acrílico sobre lienzo, 180 x 252 cm
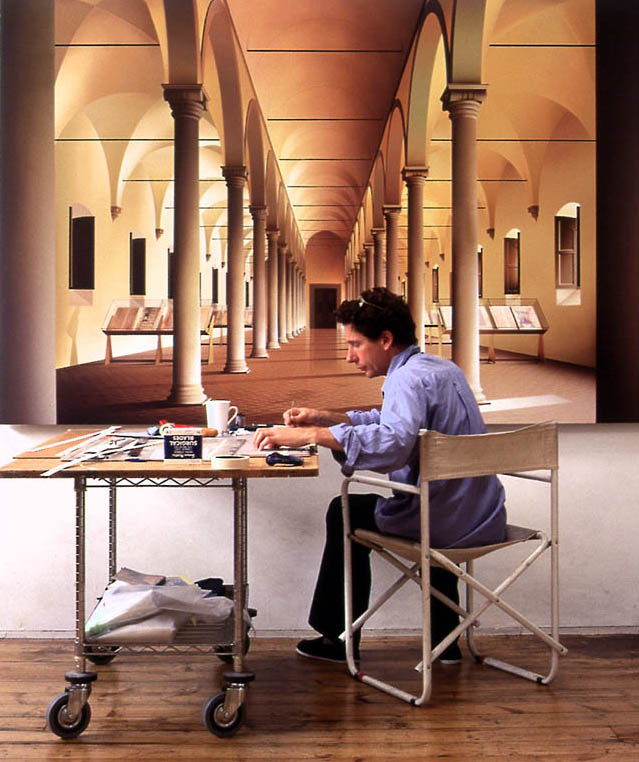
'Leyendo entre líneas', Ben Johnson, 1997, Acrílico sobre lienzo, 152 x 229 cm
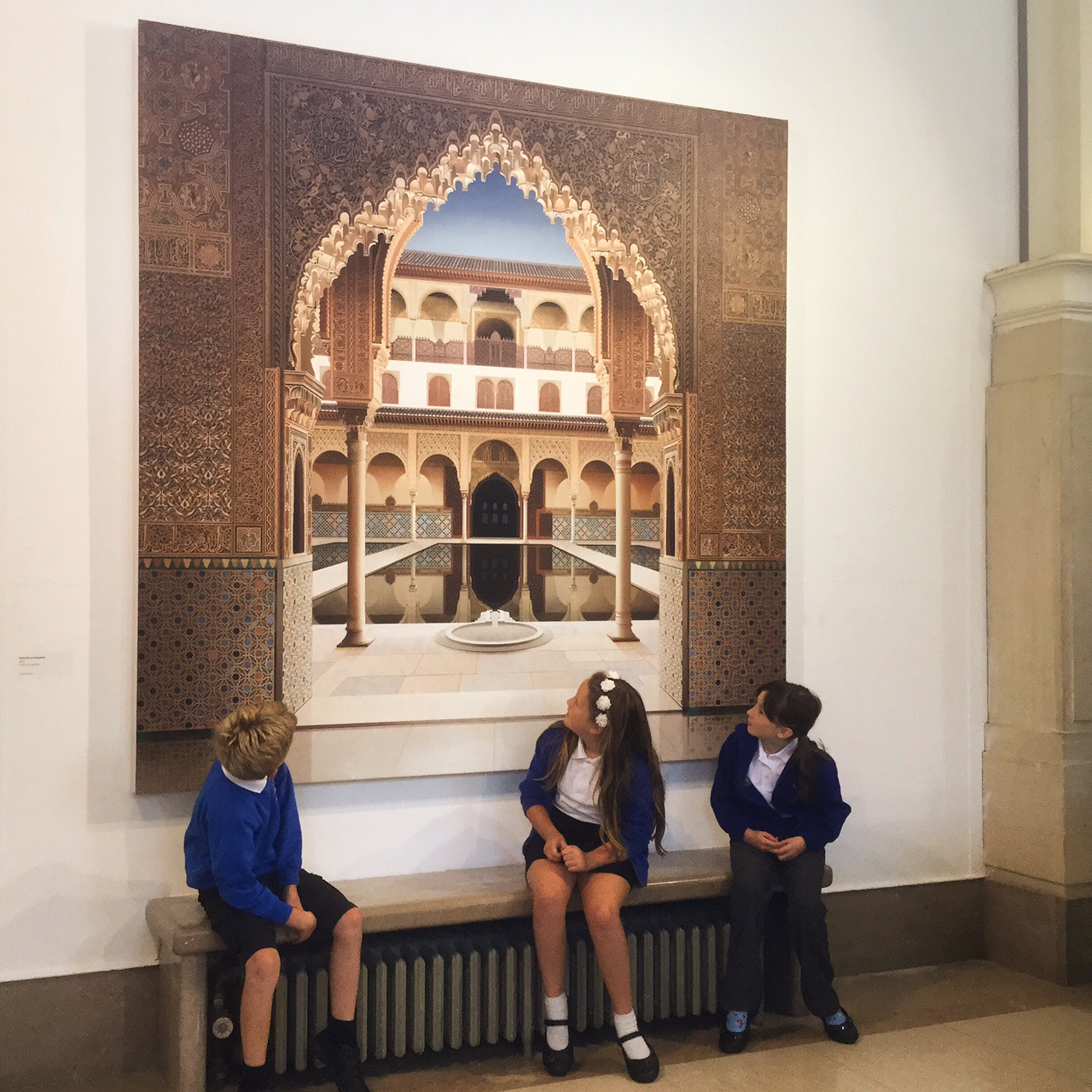
Los niños de la escuela local ven la pintura de Ben Johnson 'Patio de los Arrayanes' en la retrospectiva en la Galería de Arte de la ciudad de Southampton.